# Daníel Þór Ingason
Daníel Þór Ingason (* 15. November 1995 in Reykjavík) ist ein isländischer Handballspieler.

## Karriere

### Im Verein
Zunächst spielte er in Island für Valur Reykjavík und Haukar Hafnarfjörður. 2019 ging er nach Dänemark, um dort für Ribe-Esbjerg HH zu spielen. 2021 wechselte er zum deutschen Bundesligisten HBW Balingen-Weilstetten. 2022 stieg er mit Balingen in die 2. Bundesliga ab, in der Folgesaison stieg er mit der Mannschaft als Meister wieder in die Bundesliga auf. Nach einer Saison stiegen sie erneut in die 2. Bundesliga ab. Im Sommer 2025 wechselte er zum isländischen Verein ÍBV Vestmannaeyja.

### In Auswahlmannschaften
Mit der A-Nationalmannschaft nahm er an der Weltmeisterschaft 2019 und der Europameisterschaft 2022 teil.

## Sonstiges
Daníel Þór Ingason ist mit der isländischen Handballspielerin Sandra Erlingsdóttir verheiratet.